# Christuskirche (Waldshut-Tiengen)

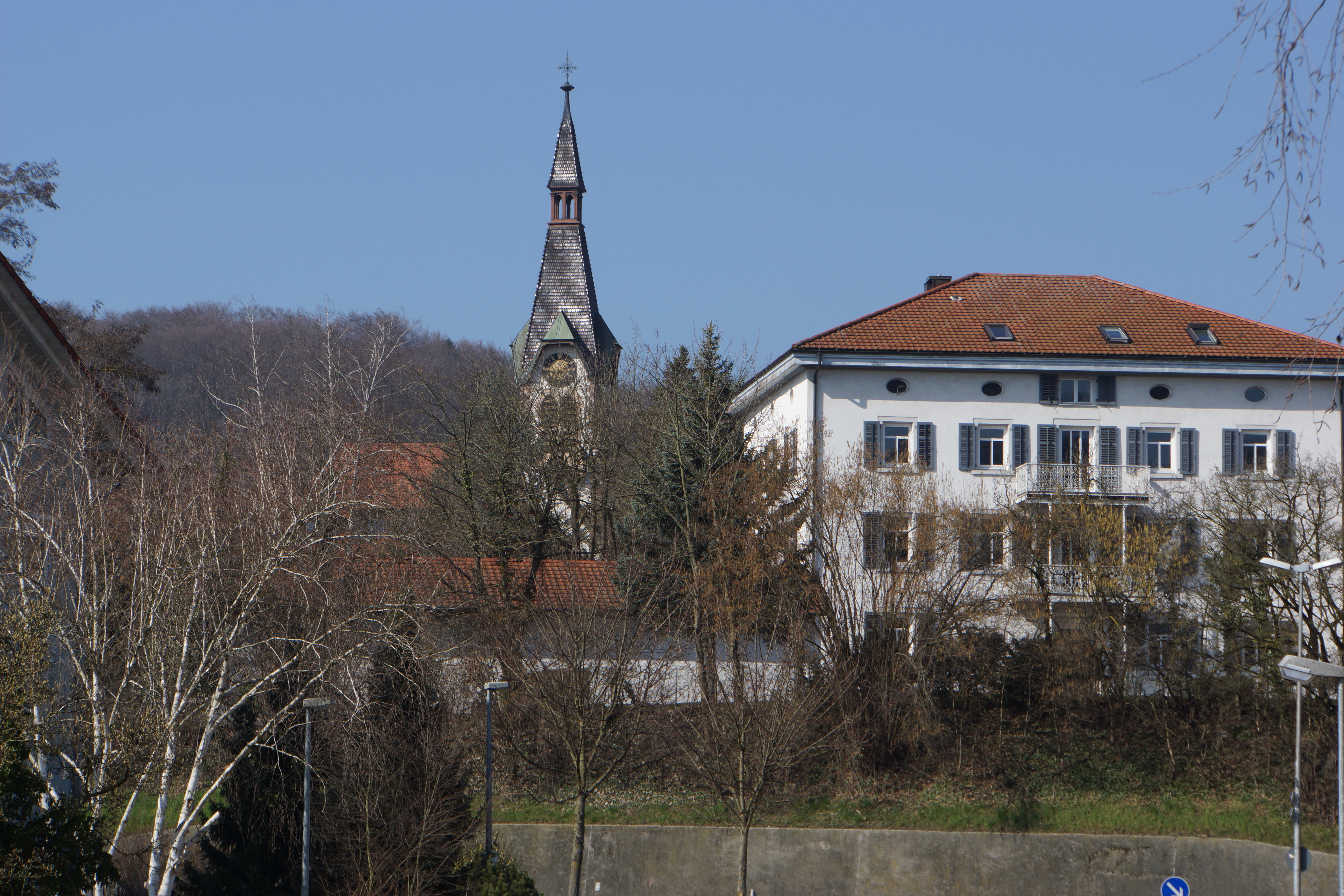
Seidenhof (rechts) und Turm der Christuskirche in Tiengen

Die Christuskirche ist eine im Stil der Neugotik in den Jahren 1905/06 erbaute evangelische Kirche in Tiengen. Sie steht unter Denkmalschutz.

## Geschichte
1904 fasste der Kirchenvorstand den Beschluss für den Bau einer eigenen Kirche. Unterstützung kam aus dem gesamten Deutschen Reich, besonders über den Gustav-Adolf-Verein, von Schweizer Hilfsvereinen aus Basel, Bern, Zürich und vielen anderen Orten sowie von der Landeskirche. Der Entwurf stammte von dem in Karlsruhe zuständigen Kirchenbaurat Rudolf Burckhardt. Ende Mai 1905 waren die Fundamente ausgehoben, am Sonntag, 2. September 1906, konnte die Christuskirche feierlich eingeweiht werden.

## Orgel
Die Orgel wurde gestiftet von der Familie Lubberger-Fischer und stammt von Eberhard Friedrich Walcker. Sie hat 12 Register und 2 Manuale. 

## Glocken
Ursprünglich waren es drei Glocken mit dem Moll Dreiklang f-as-c von Pfeiffer in Kaiserslautern. Die kleinste Glocke musste abgegeben werden.
1936 wurden drei neue Glocken mit der Tonfolge fis-gis-h aus der Glockengießerei Bachert eingebaut. 

## Glasgemälde
Das Chorfensterbild, Jesus bei Maria und Martha schuf der Glasmaler Hans Drinneberg nach einem Entwurf von Kunstmaler Rieger. Bildhauer Klemm schnitzte das Altarkreuz. Das Pfarrhaus wurde 1925/26 erbaut. Die dunkel gehaltene Kirche wurde 2020 komplett geweißt.